# Helmut Piirimäe
Helmut Piirimäe (8 de septiembre de 1930 – 21 de agosto de 2017) fue un historiador estonio. Fue profesor emérito de la Universidad de Tartu y doctor honorario en la Universidad de Uppsala. Piirimäe se especializó en la historia de Estonia en el Imperio Sueco del Siglo XVII, pero también la Ilustración en el siglo XVIII, especialmente en la Revolución francesa.
Helmut Piirimäe se casó con la historiadora de arte Krista Piirimäe con la que tuvo cuatro hijos.